# Forenville
Ne doit pas être confondu avec Florenville.
 Forenville  est une ancienne commune française, située dans le département du Nord et la région Nord-Pas-de-Calais.

## Géographie
- La commune est située sur l'axe Cambrai / Bohain-en-Vermandois de la Route départementale "RD 960"
- Son territoire est borné par six communes : Niergnies (au nord), Awoingt (au nord-est), Esnes (au sud), Crèvecœur-sur-l'Escaut (au sud-ouest), Rumilly-en-Cambresis (à l'ouest) et Wambaix (à l'est).

## Histoire
- Avant 1789[1], la commune était régie sous le Royaume de France puis en 1790 passe sous celle du Nord.
- En 1793, elle passe sous le Département du Nord, puis le district de Cambrai, se trouve dans le Canton d'Estournel et devient officiellement commune.
- En 1801, fait partie de l'arrondissement de Cambrai, intègre le Canton de Cambrai-Est et trouve aussi une deuxième orthographe officielle, inscrit au bulletin des Lois : "Forainville[1] ".
- En 1964, Forenville fusionne avec la commune de Séranvillers pour former Séranvillers-Forenville[2]

## Héraldique
| Blason | Blasonnement : De sable à dix losanges accolées et aboutées d'argent, 3, 3, 3 et 1. Commentaires : Ce sont les armoiries de la famille d'Esnes, anciens seigneurs de la commune. |

## Administration
- Maire de 1802 à 1807 : Saudemont[4],[5].

- Depuis 1964, la municipalité est celle de Séranvillers-Forenville
- Séranvillers-Forenville fait partie de la Communauté d'agglomération de Cambrai.

| Période                                  | Période | Identité                           | Étiquette | Qualité |
| ---------------------------------------- | ------- | ---------------------------------- | --------- | ------- |
| mars 2001                                | 2008    | Claude Pringalle                   | UMP       |         |
| mars 2008                                |         | Marie-Bernadette Buisset Lavallard |           |         |
| Les données manquantes sont à compléter. |         |                                    |           |         |

## Démographie
| 1793 | 1800 | 1806 | 1821 | 1831 | 1836 | 1841 | 1846 | 1851 |
| ---- | ---- | ---- | ---- | ---- | ---- | ---- | ---- | ---- |
| 30   | 15   | 25   | 28   | 54   | 67   | 78   | 59   | 58   |

| 1856 | 1861 | 1866 | 1872 | 1876 | 1881 | 1886 | 1891 | 1896 |
| ---- | ---- | ---- | ---- | ---- | ---- | ---- | ---- | ---- |
| 50   | 67   | 69   | 90   | 101  | 97   | 95   | 81   | 73   |

| 1901 | 1906 | 1911 | 1921 | 1926 | 1931 | 1936 | 1946 | 1954 |
| ---- | ---- | ---- | ---- | ---- | ---- | ---- | ---- | ---- |
| 62   | 60   | 54   | 65   | 73   | 78   | 80   | 71   | 84   |

| 1962 | 1968 | 1975 | 1982 | 1990 | 1999 | 2006 | - | - |
| ---- | ---- | ---- | ---- | ---- | ---- | ---- | - | - |
| 74   | 265  | 261  | 324  | 327  | 309  | 287  | - | - |